# (223360) Švankmajer
(223360) Švankmajer est un astéroïde de la ceinture principale.

## Description
(223360) Švankmajer est un astéroïde de la ceinture principale. Il fut découvert le 16 septembre 2003 à l'Observatoire Kleť par le projet KLENOT. Il présente une orbite caractérisée par un demi-grand axe de 3,07 UA, une excentricité de 0,10 et une inclinaison de 8,7° par rapport à l'écliptique.